# Franz von Fleischer
Franz von Fleischer (* 27. November 1801 in Lausigk; † 24. August 1878 in Hohenheim) war ein sächsischer, deutscher Botaniker. Sein offizielles botanisches Autorenkürzel lautet „F.Fleisch.“

## Leben
Fleischer widmete sich der Pharmazie, machte 1825 eine botanische Reise in die Alpen Tirols und des angrenzenden Oberitalien und gab die auf dieser Reise gesammelten seltenen Pflanzen heraus. Er hatte über 400 Arten von Höheren Pflanzen und 200 Arten von Moosen und Flechten gesammelt, insgesamt mehr als 15'000 Exemplare.
Der Erfolg dieser Reise wurde Veranlassung zur Gründung des Naturhistorischen Reisevereins in Esslingen am Neckar, für welchen Fleischer 1826 und 1827 nach der Levante ging. Von 1828 bis 1832 studierte er an der Universität Tübingen Medizin und Naturwissenschaften, war dann bis 1834 Arzt und Lehrer an dem Fellenbergschen Institut in Hofwil, bis 1840 Professor der Naturwissenschaft an der Kantonsschule Aarau, darauf an der Landwirtschaftlichen Akademie Hohenheim, wo er seit 1874 nur Botanik lehrte. Eine zu seiner Dissertation 1832 Über die Riedgräser Württembergs gehörende Sammlung von Riesdgräsern (Carex) findet sich im Staatlichen Museum für Naturkunde in Stuttgart.

## Werke
- Über die Riedgräser Württembergs. Tübingen 1832.
- Beiträge zu der Lehre vom Keimen der Samen. Tübingen 1851.
- Über Mißbildungen verschiedener Kulturpflanzen. Esslingen 1862.

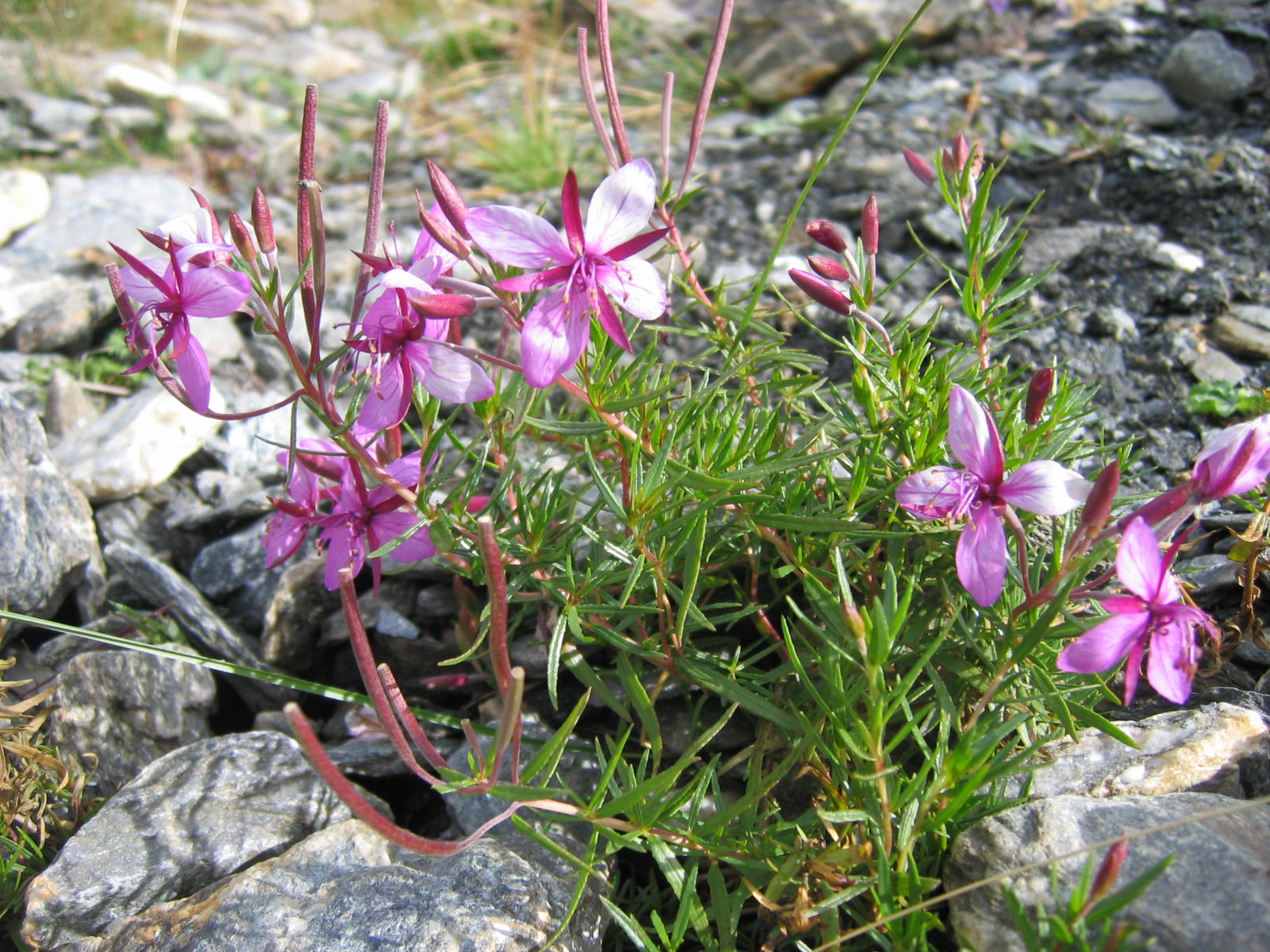
Fleischers Weidenröschen (Epilobium fleischeri)

## Ehrungen
Nach Fleischer benannt wurde u. a. Fleischers Weidenröschen (Epilobium fleischeri Hochst.), das er am Ortler entdeckt hat. Die Erstbeschreibung der Art erfolgte durch Christian Ferdinand Hochstetter im Jahr 1826.